# Homoneura setulosa
Homoneura setulosa är en tvåvingeart som beskrevs av Malloch 1929. Homoneura setulosa ingår i släktet Homoneura och familjen lövflugor.
Artens utbredningsområde är Amerikanska Samoa. Inga underarter finns listade i Catalogue of Life.